# Бели мост у Врању
Бели мост или мост љубави је назив за мост у Врању који је подигнут 1844. године. Мост се налази изнад Врањске реке, у улици Девет Југовића и налази се и на грбу града Врања. Представља непокретно културно добро као споменик културе.

## Легенда
Легенда каже да је мост подигла мајка Туркиње Ајше у спомен несрећне љубави њене ћерке и српског пастира Стојана.
По рођењу ћерке Ајше, Селим-бегу су пророчице прорекле да ће се она заљубити у Србина. Иако је отац покушавао затварањем ћерке да спречи пророчанство, није успео у томе. Када је затекао Стојана и Ајшу загрљене крај реке покушао је да убије српског пастира. Међутим, усмртио је сопствену ћерку која је својим телом заштитила младића којег је волела. Након тога је и Стојан својим ножем одузео себи живот.
На месту где се одиграо догађај, подигнут је мост, а на мост је постављена плоча, тзв. тарих, на којој на турском и арапском језику стоји натпис: „Проклет нека је онај који растави што љубав састави“.
Садржину текста са плоче, превео је матичар Хафис Тутфи Мунсалиховић.
```
„Овај мост зваће се Бели мост,

он ће служити за олакшицу. 

Вода која испод њега тече

нека послужи људима за здравље!

Пролазници, прођите једанпут

преко моста и вратите се:

Видећете да је саграђен

за добро сваког човека.

Мухамеде Мустафо, посредуј

за хуману власницу Ајшу...”
[
3
]
```